# Fast & Furious 7
Fast & Furious 7 (Furious 7) è un film del 2015 diretto da James Wan.
Il lungometraggio, settimo film della serie Fast and Furious, è interpretato da Vin Diesel, Paul Walker, Tyrese Gibson, Dwayne Johnson, Michelle Rodriguez, Jordana Brewster, Lucas Black e Jason Statham. È inoltre il primo film della serie ambientato dopo le vicende di The Fast and the Furious: Tokyo Drift. È il 12º Film con maggiori incassi nella storia del cinema, nonché il film della saga con gli incassi maggiori.
Il film segna l'ultima apparizione cinematografica dell'attore Paul Walker, deceduto il 30 novembre 2013 a causa di un incidente stradale, quando le riprese del film erano ancora in corso. Alla fine fu sostituito dai suoi fratelli minori Cody e Caleb Walker attraverso l'uso della CGI.

## Trama
Dopo aver ferito gravemente Owen Shaw ed eliminato la sua squadra, Dominic Toretto, Brian O'Conner e il resto dei membri della famiglia possono finalmente tornare negli Stati Uniti e vivere una vita normale. Dom tenta di aiutare Letty nel riacquistare la sua memoria, mentre Brian, ormai diventato padre, comincia a prendere dimestichezza con la sua vita da genitore. Intanto a Londra, il fratello maggiore di Owen, Deckard Shaw, irrompe violentemente e fa una sanguinosa strage di poliziotti all'interno dell'ospedale in cui è stato portato il fratello in coma, giurandogli che lo vendicherà, eliminando Toretto e tutta la sua famiglia.
A questo punto Deckard giunge nell'ufficio DSS di Luke Hobbs per estrarre dal suo computer tutti i dati riguardanti la squadra di Dom. Colto in flagrante da Hobbs, Deckard prende parte a un combattimento contro di lui, riuscendo a fuggire, facendo detonare una bomba, che fa saltare dall'edificio Hobbs e la sua collega Elena Neves. Hobbs, ferito gravemente, viene portato all'ospedale. Nel frattempo, Dom parlando con la sorella Mia viene a conoscenza che è nuovamente incinta, ma lei ha paura che Brian non sia contento della loro nuova vita. Improvvisamente, una bomba trovata all'interno di un pacchetto spedito da Tokyo esplode, causando la distruzione dell'abitazione dei Toretto, pochi secondi dopo che Han, uno dei membri della squadra di Dom, viene ucciso proprio da Deckard, a Tokyo. Dom va a fare visita a Hobbs all'ospedale e scopre che Deckard non è altro che uno spietato assassino delle forze speciali, in cerca di vendetta per suo fratello. Subito dopo Dom decide di partire per Tokyo per recuperare il corpo di Han. Lì incontra Sean Boswell, un amico di Han, che gli consegna i suoi oggetti personali trovati all'interno della sua auto dopo l'incidente: una foto di Gisele e la collana con la croce che Dom aveva dato a Letty.
Tornato a Los Angeles per il funerale di Han, Dom e la sua squadra vedono una macchina guidata da Deckard che gira intorno al cimitero. Dom lo insegue e dopo uno scontro frontale, quest'ultimo e Deckard si preparano per una lotta, ma improvvisamente arriva una squadra delle operazioni segrete, comandata dal Signor Nessuno. Shaw ne approfitta e fugge. Nessuno informa Dom che lo assisterà nel fermare Deckard, ma solo se egli ricambierà impedendo che un mercenario di nome Mose Jakande ottenga l'"Occhio di Dio", un computer in grado di scovare qualsiasi persona, e salvando il proprio creatore, un hacker di nome Ramsey, dagli uomini di Jakande. Dom, così, rimette insieme la sua squadra e organizzano un piano di salvataggio. Gli uomini di Jakande si trovano sulle montagne del Caucaso e Dom e la sua squadra ci arrivano buttandosi da un aereo. Dopo un pericolosissimo inseguimento, a cui prende parte anche Deckard, riescono a recuperare Ramsey, ma si trovano faccia a faccia con Jakande, da cui riescono a scappare buttandosi giù dalle montagne. Interrogando Ramsey scoprono che l'Occhio di Dio si trova ad Abu Dhabi, nascosto nell'auto del principe arabo. Arrivati lì, grazie ad un amico di Ramsey, entrano alla festa del principe. Tej e Ramsey cercano di hackerare il sistema, mentre Letty cerca di superare le guardie e Brian e Dom cercano l'Occhio di Dio. Arrivati in una camera blindata Brian e Dom scoprono che il dispositivo si trova all'interno di una Lykan Hypersport che guidano scappando dalla baraonda che Deckard, arrivato all'improvviso, scatena nel palazzo. L'unico modo per fuggire è dalle finestre. Dopo aver saltato attraverso tre grattacieli riescono a recuperare l'Occhio di Dio. Dopodiché, con quest'ultimo, rintracciano Shaw e si recano al suo rifugio, dove si è ritirato per aspettarli e farli cadere in trappola. Infatti gli uomini di Jakande irrompono creando il caos: Nessuno viene leggermente ferito e l'Occhio di Dio perduto finendo nelle mani di Shaw e Jakande. La famiglia torna a Los Angeles mentre Nessuno, ferito, esce di scena prelevato dai suoi uomini. A Los Angeles Dom e gli altri si preparano all'arrivo di Shaw e del mercenario. Tej pensa di inserire un virus nell'Occhio di Dio con l'aiuto di Ramsey ma ciò è possibile solo se lo strumento si trova nel raggio di 3 km. Decidono quindi di farsi dare la caccia proprio per cercare di fermarli. In serata, Jakande arriva in elicottero con l'Occhio di Dio riuscendo ad avvistare tutti i componenti della famiglia dando vita ad un inseguimento. Nel frattempo Dominic e Shaw si ritrovano faccia a faccia su un tetto di un palazzo e cominciano una battaglia di strada. Jakande dopo aver distrutto mezza città con un drone, si ritrova con l'Occhio di Dio hackerato da Ramsey e con i caccia militari in arrivo decide quindi di uccidere sia Shaw sia Toretto sparando dall'elicottero, ma Dom riesce a evitare i proiettili, mentre Shaw viene trascinato giù dalle macerie del palazzo, svenendo. Jakande si appresta ad eliminare Toretto ma interviene Hobbs, uscito prima dall'ospedale, distruggendo il drone. Toretto, per eliminare Jakande, salta un palazzo con la sua auto e riesce ad agganciare una borsa contenente delle granate all'elicottero. Successivamente Hobbs le farà esplodere. Hobbs, Brian, Letty e gli altri corrono verso Toretto, credendolo ormai morto. Brian tenta anche di rianimarlo, senza riuscirci. Letty gli racconta in lacrime di aver recuperato la sua memoria ricordandosi il loro matrimonio avvenuto in segreto nella Repubblica Dominicana (ambientato tra Los Bandoleros e Fast & Furious - Solo parti originali): a questo punto Dom si sveglia e bacia Letty.
Shaw viene arrestato da Hobbs e messo in isolamento in un luogo sicuro, anche se egli lascia intendere che neanche questo lo fermerà. Hobbs è scettico e lo chiude al fresco. Sulla spiaggia Brian e Mia giocano con il loro figlio Jack. Dom, Letty, Roman, Tej e Ramsey osservano la scena commossi, riconoscendo che è meglio che Brian stia con la sua famiglia. Dom in silenzio se ne va, ma Brian lo raggiunge ad un incrocio: Dom ricorda i bei momenti passati con Brian, si salutano e prendono due strade diverse.

## Produzione

### Regia
Nell'aprile 2013, prima ancora dell'uscita nei cinema di Fast & Furious 6, Justin Lin confermò che non avrebbe diretto il settimo episodio in quanto, inizialmente, sarebbe dovuto uscire nel luglio 2014. Secondo Lin, infatti, l'uscita così ravvicinata del settimo capitolo non avrebbe giovato alla qualità della pellicola. Gli Universal Studios, quindi, cominciarono a cercare un sostituto: tra i possibili candidati furono presi in considerazione Jeff Wadlow, Brad Furman, Harald Zwart e Baltasar Kormákur. Nello stesso mese fu scelto James Wan come sostituto di Lin.

### Cast
- Vin Diesel interpreta Dominic "Dom" Toretto: uno street racer professionista, il quale dopo aver vissuto a lungo tempo da fuggitivo, alla fine di Fast & Furious 6 ottiene l'amnistia insieme al resto della squadra.
- Paul Walker interpreta Brian O'Conner: un ex agente di polizia e dell'FBI, compagno della sorella di Toretto.
- Jason Statham interpreta Deckard Shaw:[4] fratello maggiore di Owen Shaw rimasto gravemente ferito in Fast & Furious 6. Deckard, in cerca di vendetta, uccide Han e si mette alla ricerca della banda di Dominic Toretto.
- Dwayne Johnson interpreta Luke Hobbs: un agente del DSS (Diplomatic Security Service) già apparso in Fast & Furious 5 e in Fast & Furious 6
- Michelle Rodriguez interpreta Leticia "Letty" Ortiz: moglie di Dom, la quale, dopo la sua presunta morte nel quarto capitolo, si rifugia a Londra, sotto la protezione di Owen Shaw. Si ricongiunge a Dom e al resto della squadra alla fine di Fast & Furious 6.
- Tyrese Gibson interpreta Roman Pearce: amico d'infanzia di Brian, ormai parte integrante della squadra.
- Jordana Brewster interpreta Mia Toretto: la sorella di Dom e compagna di Brian, con cui ha anche un figlio.
- Chris "Ludacris" Bridges interpreta Tej Parker: amico di Brian e Roman proveniente da Miami, dove si occupava di gare clandestine, anche lui parte della squadra ed esperto hacker.
- Nathalie Emmanuel interpreta Ramsey: una hacker al pari di Tej, in grado di controllare l'Occhio di Dio. Anche lei diventerà parte della squadra.
- Kurt Russell interpreta Sig. Nessuno: capo delle forze segrete di Los Angeles. Aiuterà Toretto a trovare l'Occhio di Dio.
- Djimon Hounsou interpreta Mose Jakande: un mercenario che vuole servirsi dell'Occhio di Dio per atti terroristici.
- Elsa Pataky interpreta Elena Neves: un agente del DSS collega di Hobbs ed ex fidanzata di Dom in Fast & Furious 5 e Fast & Furious 6.
- Lucas Black interpreta Sean Boswell: un giovane street racer, entrato nel giro di Han a Tokyo. È noto con l'appellativo di D.K. (Drift King). Appare in una breve scena a Tokyo con Dom, dopo la morte di Han.
- Luke Evans interpreta Owen Shaw: nemico del precedente episodio e fratello minore di Deckard, ridotto in fin di vita da Toretto e la sua crew. Appare in un breve cameo all'inizio del film, steso incosciente in un letto di ospedale londinese accanto al fratello Deckard che gli rammenta i suoi errori negli anni.

### Riprese
Le riprese sono iniziate ufficialmente nel mese di settembre 2013. Si sono protratte con continuità sino alla fine di novembre, principalmente tra lo stato del Colorado, la città di Atlanta e la capitale degli Emirati Arabi Uniti, Abu Dhabi. L'improvvisa scomparsa dell'attore protagonista Paul Walker, avvenuta il 30 novembre, costrinse gli Universal a mettere in pausa temporaneamente la produzione, la quale riprese ad Atlanta solamente nel mese di aprile 2014, per poi terminare definitivamente il 10 luglio. Per permettere al personaggio interpretato da Walker di poter essere nel film, i suoi due fratelli, Cody e Caleb, hanno accettato di prendere il suo posto sul set fino alla fine delle riprese. Il volto e la voce di Walker verranno poi aggiunti nel processo di postproduzione del film tramite l'uso della CGI.

### Veicoli utilizzati
Lista dei veicoli presenti in Fast & Furious 7:
- Jeep Wrangler
- Toyota Supra
- Bugatti Veyron
- Dodge Viper
- Audi R8
- Nissan GTR
- Subaru Impreza
- Dodge Challenger 2015
- Dodge Charger 2015 Prototype
- McLaren MP4-12C
- Ferrari 458 Italia
- W Motors Lykan Hypersport
- Aston Martin DB9
- Dodge Charger Toretto 1970
- Dodge Charger Off Road
- Camaro 1967
- Plymouth Barracuda
- Ford Torino 1969
- Dodge Charger Maximus 1968
- Jaguar F-Type
- Maserati Ghibli

Per tutte le riprese del film, sono state distrutte oltre 230 automobili.

## Colonna sonora
La colonna sonora è stata pubblicata il 17 marzo 2015.

### Tracce
La seguente è una lista delle canzoni utilizzate nel film:
1. Kid Ink, Tyga, Wale, YG, Rich Homie Quan - Ride Out
2. T.I. & Young Thug - Off-set
3. Sevyn Streeter - How Bad Do You Want It (Oh Yeah)
4. Dillon Francis & DJ Snake - Get Low
5. Wiz Khalifa & Iggy Azalea - Go Hard or Go Home
6. Prince Royce - My Angel
7. Wiz Khalifa featuring Charlie Puth - See You Again Tributo all'attore Paul Walker, morto il 30 Novembre 2013.
8. Juicy J, Kevin Gates, Future, Sage The Gemini - Payback
9. David Guetta & Kaz James - Blast Off
10. DJ Shadow featuring Mos Def - Six Days (Remix)
11. J Balvin featuring French Montana and Nicky Jam - Ay Vamos (Remix)
12. Flo Rida featuring Sage The Gemini and Lookas - GDFR (Noodles Remix)
13. DJ Snake & Lil Jon - Turn Down For What
14. Fito Blanko - Meneo
15. Skylar Grey - I Will Return
16. Famous To Most (Bonus Track) - Whip
17. Laidback Luke & Tujamo - S.A.X.
18. Steve Aoki, Chris Lake & Tujamo featuring Kid Ink - Delirious (Boneless)

## Promozione

### Trailer
Il primo trailer è stato diffuso il 1 novembre 2014 al termine di un evento trasmesso in diretta, al quale ha partecipato gran parte del cast. Il 1 febbraio 2015 viene trasmesso un nuovo spot durante la 49ª edizione del Super Bowl. Il secondo trailer, invece, è stato pubblicato quattro giorni dopo, il 5 febbraio. Il secondo spot televisivo, in lingua originale, viene messo in rete il 15 febbraio, sul canale YouTube del franchise. Il 5 marzo viene diffusa un'anteprima estesa del film.

### Locandine
Il teaser poster del film è stato distribuito il 27 ottobre 2014 dagli Universal Studios, anche in italiano. Il 6 febbraio successivo viene pubblicato un nuovo poster, raffigurante Vin Diesel e Paul Walker.

## Distribuzione
Il film è stato distribuito nelle sale cinematografiche statunitensi il 3 aprile 2015, mentre in Italia è uscito con un giorno di anticipo, ovvero il 2 aprile.
Dal 26 agosto il film è disponibile in DVD e Blu-ray.

## Accoglienza

### Incassi
Il film ha avuto un grande successo al box-office. In Nord America la pellicola ha raccolto $352,786,830 e $1,162,040,651 nel resto del mondo, di cui $20,797,031 in Italia.
Con un guadagno complessivo di $1,516,045,911, insieme a Fast & Furious 8, è uno dei due film della saga ad aver raggiunto e superato il miliardo d'incassi, diventando il 13º film con maggiori incassi nella storia del cinema.
È uno degli undici film ad aver incassato almeno un miliardo fuori dagli Stati Uniti insieme a Titanic, Avatar, Jurassic World, Star Wars - Il risveglio della Forza, Fast & Furious 8, Avengers: Infinity War, Avengers: Endgame, Il re leone, Spider-Man: No Way Home ed Avatar - La via dell'acqua.

### Critica
Il film ha ricevuto recensioni perlopiù positive al momento della sua distribuzione. Su Rotten Tomatoes detiene l'82% delle recensioni professionali positive, sulla base di 279 pareri.

### Primati
Deteneva inoltre il record per aver raggiunto la soglia di un miliardo in soli 17 giorni, superando i 19 di Harry Potter e i Doni della Morte - Parte 2, The Avengers e Avatar, record battuto da Jurassic World 2 mesi più tardi.
Altri record che hanno comunicato gli Universal Studios sono:
- Terzo più grande week-end di apertura di sempre
- Più grandi week-end di apertura in USA e nel resto del mondo per gli Universal Studios
- Miglior primo week-end di aprile e di Pasqua di sempre
- Miglior primo week-end da novembre 2013 in USA
- Miglior primo week-end di tutti i tempi in 29 paesi
- Il film degli Universal Studios che ha incassato di più nella storia in 26 paesi
- Miglior incasso di apertura in Cina con 63.5 milioni di dollari

## Riconoscimenti
- 2016 - Golden Globe
  - Candidatura per la miglior canzone originale  (See You Again)
- 2015 - Hollywood Film Awards[23]
  - Miglior blockbuster
  - Miglior canzone (See You Again)
- 2015 - Teen Choice Awards[24]
  - Miglior film d'azione
  - Miglior attore in un film d'azione a Paul Walker
  - Candidatura per il miglior attore in un film d'azione a Vin Diesel
  - Candidatura per la miglior attrice in un film d'azione a Jordana Brewster
  - Candidatura per la miglior attrice in un film d'azione a Michelle Rodriguez
  - Candidatura per il miglior cattivo a Jason Statham
  - Candidatura per la miglior intesa in un film all'intero cast
- 2016 - People's Choice Awards
  - Film d'azione preferito
- 2016 - Saturn Award
  - Miglior film d'azione/avventura/thriller
- 2016 - MTV Movie Awards[25]
  - Candidatura per la miglior performance d'azione a Vin Diesel
  - Candidatura per il miglior cast

## Sequel
Il 23 aprile 2015, al CinemaCon di Las Vegas, gli Universal Studios annunciano l'uscita del sequel nelle sale cinematografiche statunitensi il 14 aprile 2017, mentre in Italia per il 13 aprile dello stesso anno.

## Curiosità
Il nome di Ramsey doveva essere "Megan"; mentre quello del Signor Nessuno "Frank Petty".